# Kanton Heyrieux
Der Kanton Heyrieux war bis 2015 ein französischer Wahlkreis im Arrondissement Vienne, im Département Isère und in der Region Rhône-Alpes. Hauptort war Heyrieux. Vertreter im conseil général des Départements war von 1973 bis 2011 Bernard Saugey (UMP). Ihm folgte Thierry Auboyer (PS) nach.

## Gemeinden
Der Kanton umfasste acht Gemeinden:
| Gemeinde                   | Einwohner Jahr | Fläche km² | Bevölkerungsdichte | Code INSEE | Postleitzahl |
| -------------------------- | -------------- | ---------- | ------------------ | ---------- | ------------ |
| Charantonnay               | 1860 (2013)    | 11         | 169 Einw./km²      | 38081      | 38790        |
| Diémoz                     | 2644 (2013)    | 13,72      | 193 Einw./km²      | 38144      | 38790        |
| Grenay                     | 1551 (2013)    | 7,2        | 215 Einw./km²      | 38184      | 38270        |
| Heyrieux                   | 4640 (2013)    | 13,95      | 333 Einw./km²      | 38189      | 38540        |
| Oytier-Saint-Oblas         | 1617 (2013)    | 14,3       | 113 Einw./km²      | 38288      | 38780        |
| Saint-Georges-d’Espéranche | 3273 (2013)    | 24,65      | 133 Einw./km²      | 38389      | 38790        |
| Saint-Just-Chaleyssin      | 2421 (2013)    | 13,95      | 174 Einw./km²      | 38408      | 38540        |
| Valencin                   | 2636 (2013)    | 9,63       | 274 Einw./km²      | 38519      | 38540        |